# Kazaa Lite
Kazaa Lite fue un programa de intercambio de archivos entre iguales. El servicio es una modificación no autorizada de la aplicación Kazaa Media Desktop (KMD) que evita el malware y ofrece funcionalidades extendidas. Está disponible desde abril de 2002 y puede ser descargado gratuitamente. Está casi tan extendido como el cliente oficial Kazaa. Conecta con la misma red FastTrack que KMD, siendo así posible el intercambio de ficheros con todos los usuarios de Kazaa. Fue creado por programadores externos que modificaron la fuente de la aplicación Kazaa original.
Tras la aparición de Kazaa Lite han aparecido otras formas de intercambio universal de archivos aparte de Kazaa, como LimeWire, Ares Galaxy and BearShare. Estos clientes, sin embargo, no conectan a la red de intercambio Kazaa como hace Kazaa Lite.
- Datos: Q1285474